# Tivoide Sprachen
Die tivoiden Sprachen (kurz Tivoid) bilden eine Untereinheit der südlichen Bantoiden Sprachen, eines Zweiges der Benue-Kongo-Sprachen, die ihrerseits zum Niger-Kongo gehören.
Die etwa 20 tivoiden Sprachen werden von etwa 2,5 Millionen Menschen in Ost-Nigeria und Nord-Kamerun gesprochen. Die bedeutendste Sprache ist Tiv, das von 2,2 Millionen Sprechern in den nigerianischen Bundesstaaten Benue, Plateau und Taraba gesprochen wird.
Position der tivoiden Sprachen innerhalb des Niger-Kongo
- Niger-Kongo > Volta-Kongo > Benue-Kongo > Ost-Benue-Kongo > Bantoid-Cross > Bantoid > Süd-Bantoid > Tivoid

Die Tivoiden Sprachen
- Tivoid
  - Nigeria-Gruppe
    - Tiv (2,2 Mio.)
    - Bitare (50 Tsd.), Batu (25 Tsd.), Abon (1 Tsd.), Ambo (1 Tsd.), Otank (3 Tsd.)

  - Kamerun-Gruppe
    - Esimbi (20 Tsd.), Mesaka (15 Tsd.), Manta (15 Tsd.), Iceve-Maci (12 Tsd.)
    - Evant (10 Tsd.), Caka (5 Tsd.), Eman (1 Tsd.), Ipulo (3 Tsd.), Iyive (2 Tsd.), Balo, Usatu